# Die einsame Frau (film 1916)
Die einsame Frau è un cortometraggio muto del 1916 scritto e diretto da Rudolf Del Zopp.

## Produzione
Il film fu prodotto dalla Eiko-Film di Berlino.

## Distribuzione
Distribuito dalla Eiko-Film, il film - un cortometraggio in tre bobine - uscì nelle sale cinematografiche tedesche nell'aprile 1916.